# Pont del Molí (l'Estany)

El Pont del Molí, respecte del terme de l'Estany

El Pont del Molí és un pont de la carretera C-59 sobre la Riera de l'Estany, dins del terme municipal de l'Estany, a la comarca del Moianès.
Està situat en el punt quilomètric 48,6 de la carretera esmentada, en el sector nord del terme de l'Estany, molt a prop del límit amb el terme de Santa Maria d'Oló, en territori del poble rural de Sant Feliuet de Terrassola.
És a prop i al nord-oest del Molí del Castell, del qual rep el nom, al nord-est del paratge de les Fonts. Gairebé sota el pont, al costat nord-oest, hi ha la Font del Molí.